# 로이스 재뉴어리

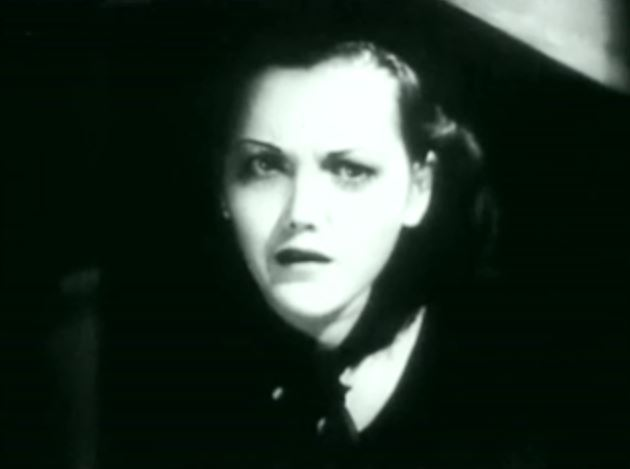

로이스 재뉴어리(Lois January, 1913년 10월 5일 ~ 2006년 8월 7일)는 미국의 배우, 텔레비전 배우, 영화배우이다.
매캘런에서 태어났으며 로스앤젤레스에서 사망하였다. 사인은 알츠하이머병이다.

## 영화
- 베일 속의 그림자 (1987년)
- 닥터 웰비 (1969년)
- 나의 세 아들 (1960년)
- 검은 고양이 (1934년)